# Mandalika International Street Circuit
Der Mandalika International Street Circuit ist eine Motorradrennstrecke im Feriengebiet Mandalika auf der Insel Lombok, die zur Provinz West-Nusa Tenggara in Indonesien gehört. Die Strecke wurde Ende 2021 als Austragungsort für den Asia Talent Cup und die Superbike-Weltmeisterschaft eröffnet, gefolgt von Grand-Prix-Motorradrennen im Jahr 2022.

## Geschichte

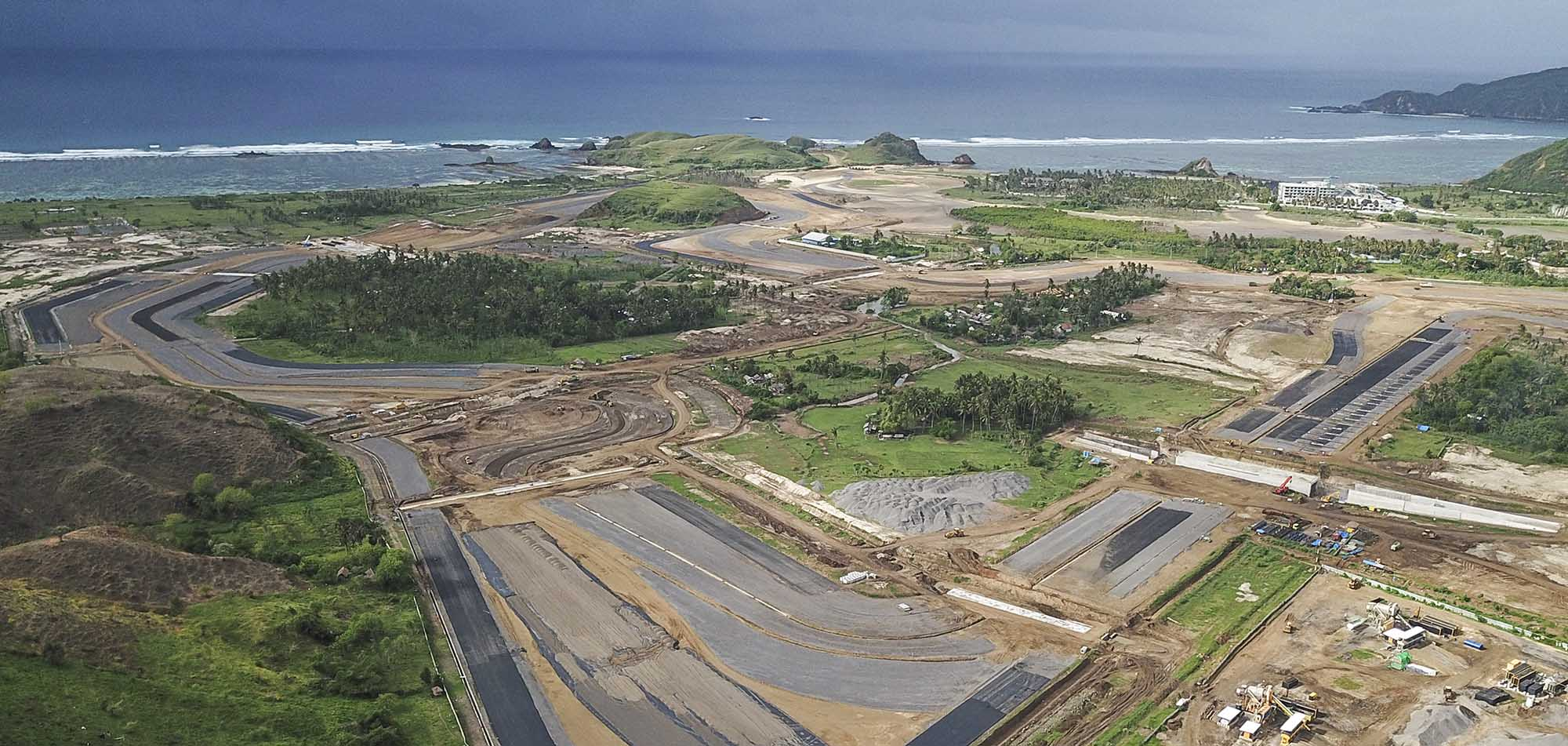
Die im Bau befindliche Strecke im Dezember 2020

Indonesien hatte bereits 1996 und 1997 die Motorrad-Weltmeisterschaft und von 1994 bis 1997 die Superbike-WM auf dem Sentul International Circuit in Bogor, nahe der Hauptstadt Jakarta, ausgetragen. Aufgrund der Finanzkrise 2008 wurde dieses Motorsportprogramm vom Indonesischen Staat ausgesetzt. 
Ende 2016 erhielt die Indonesia Tourism Development Corporation (ITDC) von der National Land Agency die Bescheinigung über die Landnutzungsrechte für den Bau der Mandalika-Rennstrecke auf Lombok mit der man den Tourismus im Mandalika Resort weiter ankurbeln wollte. Für den Bau wurde das Unternehmen Vinci Grand Construction Projects beauftragt, das einen Vertrag über ein  Investitionsvolumen von 6,5 Billionen Rupien unterzeichnete. 2019 begann der Bau der Rennstrecke. 

## Streckenbeschreibung

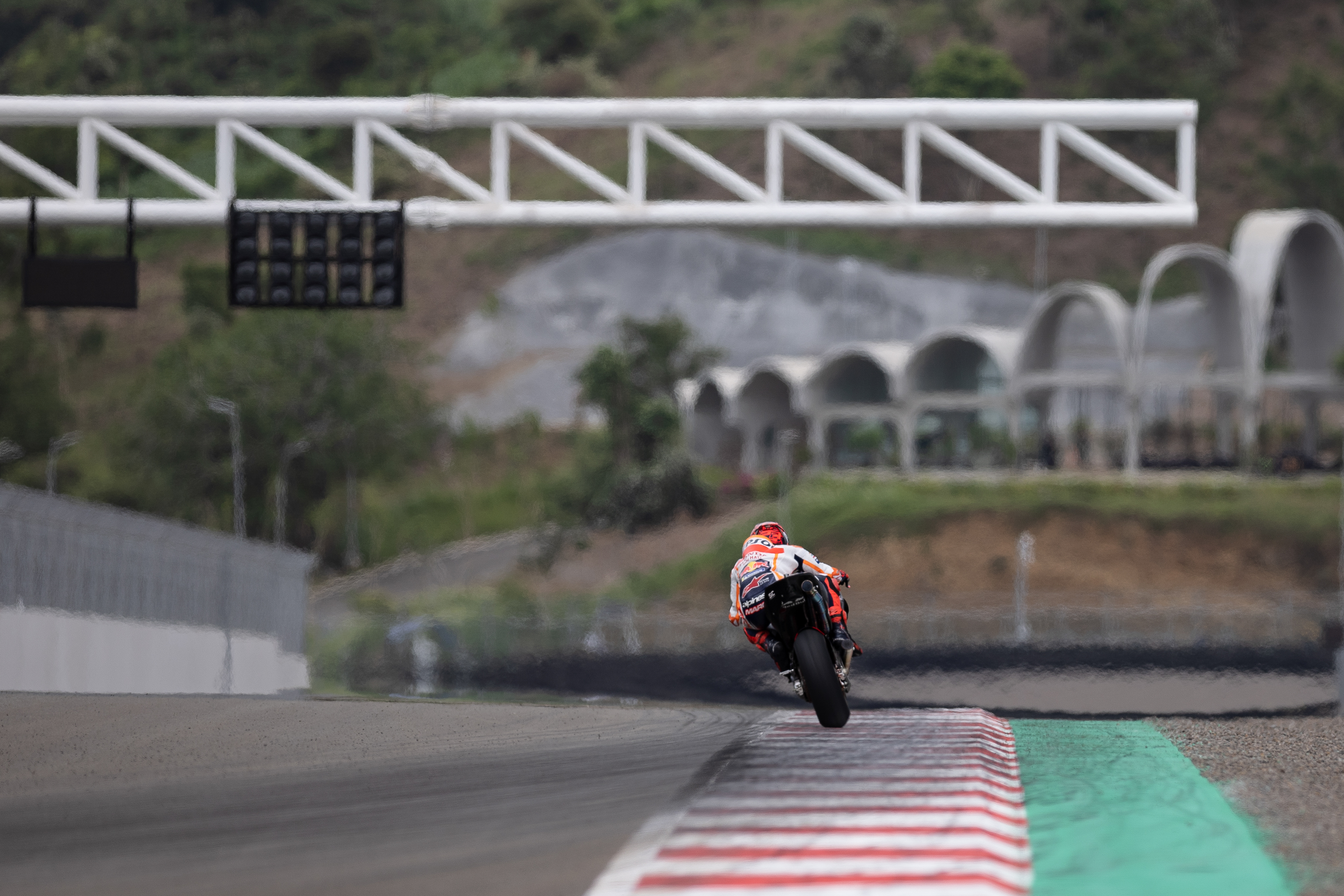
Hauptgerade des Mandalika International Circuit

Zum Zeitpunkt der Einweihung war die Rennstrecke 4,301 km lang, hatte 17 Kurven und eine Kapazität von 50.000 Sitzplätzen auf der Haupttribüne sowie weiteren 145.700 Zuschauerplätzen. Das Boxengebäude des Mandalika Circuit erstreckt sich über 350 Meter und hat zwei durchgehende Etagen mit 50 Boxen mit einer Breite von 5,24 Metern und eine Länge von 18,34 Metern. 100 Meter von der Rennleitung entfernt befindet sich ein modulares medizinisches Zentrum, das mit drei Hubschrauberlandeplätzen ausgestattet ist. Am 18. März 2022 wurde die Rennstrecke von der FIM als Klasse A-Kurs homologiert.

## Veranstaltungen
Die Strecke ist seit 2021 Austragungsort der Superbike-WM und der Supersport-WM. Seit 2022 gastiert auch die Moto-GP-Serie auf dem Kurs. Daneben starten auch der Asia Talent Cup und die Mandalika Racing Series auf dem Kurs.

## Kontroversen

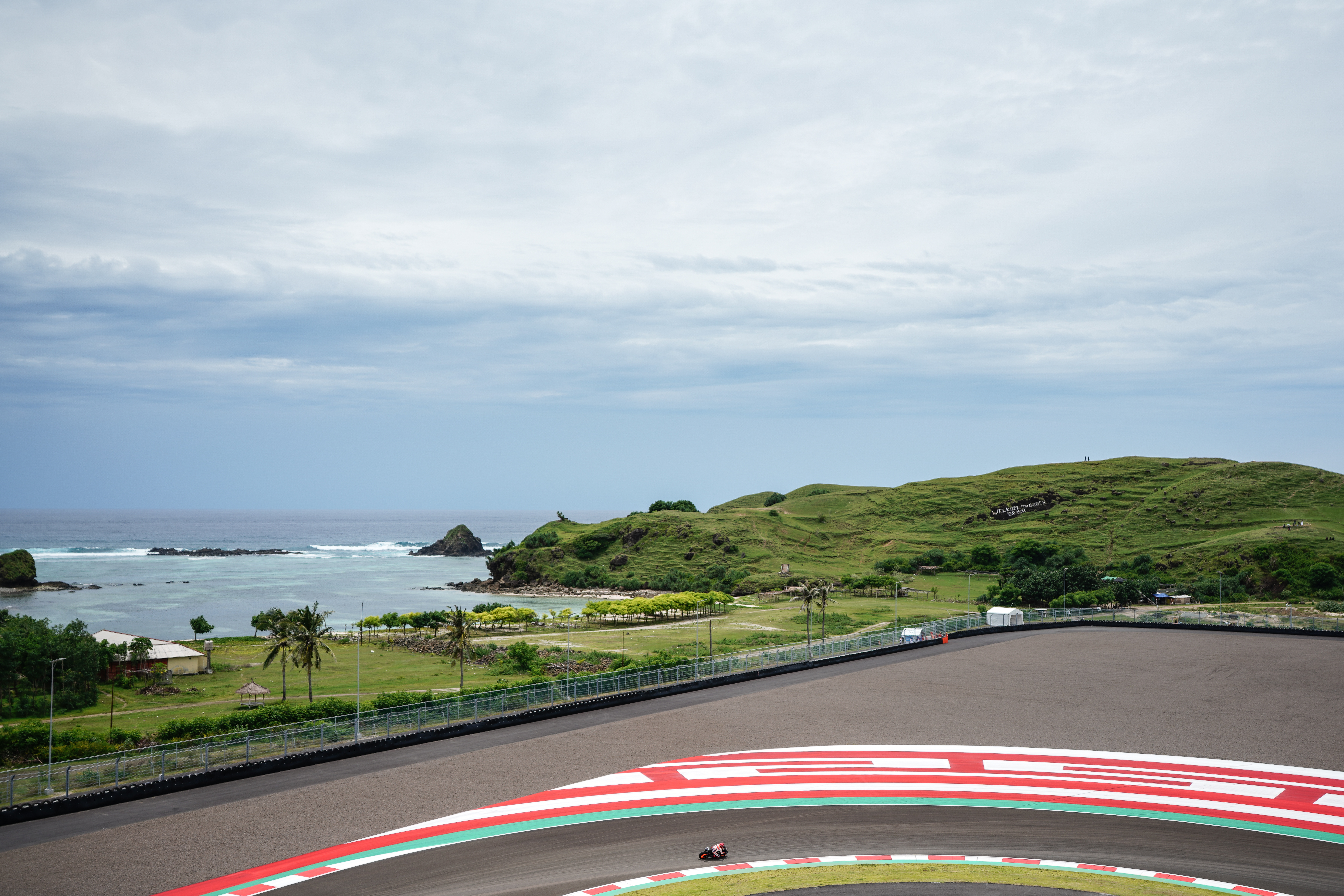
Turn 10 des Mandalika International Circuit

Das Projekt wurde von den Vereinten Nationen heftig kritisiert, da es Berichte über die Enteignung der lokalen Sasak-Bevölkerung in Zusammenhang mit dem Bau der Strecke gab. Im April 2019 veröffentlichte der Menschenrechtsrat der Vereinten Nationen einen Bericht über Menschenrechtsverletzungen, die während des Baus der Rennstrecke begangen wurden. Dies geschah nach Berichten über Anwohner, die gezwungen wurden, ihre Häuser und ihr Land zu verlassen. Die Regierung wies die Behauptungen der UN als "falsche und übertriebene Darstellung" zurück, empfahl aber gleichzeitig die Zahlung von Entschädigungen und einen Dialog zwischen den Bewohnern und der ITDC.
Ende September 2019 blockierten Dutzende von Anwohnern aus zwei Weilern schweres Gerät und zäunten das Baugebiet des Mandalika Circuit ein. Grund war ein  Landstreit zwischen Anwohnern und der ITDC. Die Aktion dauerte bis Anfang Oktober an.
Während der Vorsaison-Tests der MotoGP-Serie Anfang 2022 berichtete die indonesische Presse, dass die örtlichen Landbesitzer für ihr Land, das ihnen von der indonesischen Regierung für den Bau der Rennstrecke weggenommen wurde, wegen Streitigkeiten über die in Aussicht gestellten Beträge nicht bezahlt worden waren, und ihnen eine entschädigungslose Enteignung drohen würde. Bis Februar 2022 war das 3,5 Hektar große Land, das zu Kurve 9 des Mandalika Circuit wurde, immer noch nicht von der ITDC bezahlt worden, obwohl die ITDC dies dementierte. Zu diesem Zeitpunkt waren von den 12 Landstreitfällen der Strecke nur 2 bearbeitet worden.